# 申尚毅
申尚毅，贵州務川人，清朝政治人物、進士出身。
光緒二年（1876年）清德宗登極丙子恩科進士，二甲八十名，后官刑部主事。